# Adeline Le Borgne
Adeline Le Borgne est une joueuse internationale française de rink hockey née le 25 février 1987.

## Palmarès
En 2012, elle est sacrée championne du monde.